# Franciszek Karmański
Franciszek Karmański (ur. 8 września 1922 w Chorzowie pod nazwiskiem Karmaiński, zm. 21 lutego 2008) – polski piłkarz i trener piłkarski.

## Życiorys
W latach 1947–1955 był zawodnikiem Budowlanych Chorzów, a w sezonach 1948–1954 w barwach chorzowskiego klubu grał w I lidze. Ogółem rozegrał 118 spotkań w najwyższej klasie rozgrywek.
Po zakończeniu kariery zawodniczej pracował jako trener. Pierwszym prowadzonym przezeń klubem był Raków Częstochowa, występujący ówcześnie w lidze zagłębiowskiej. W 1959 roku prowadził w czterech spotkaniach pierwszoligowy Górnik Radlin, który pod wodzą Karmańskiego spadł z ligi. Rok później był trenerem piłkarzy Szombierek Bytom, z którą wygrał ligę. Mimo to wskutek konfliktu z zarządem 1 lipca opuścił klub. Następnie trenował kluby w NRD: Lokomotive Zittau, Chemie Riesa, Motor Hennigsdorf i Chemie Wilhelm-Pieck-Stadt Guben. W sezonie 1972/1973 był szkoleniowcem BKS Stal Bielsko-Biała, z którym to klubem wywalczył awans do II ligi. W 1980 roku prowadził Wartę Zawiercie.

## Statystyki ligowe
| Sezon | Klub              | Liga   | Mecze | Gole |
| ----- | ----------------- | ------ | ----- | ---- |
| 1948  | AKS Chorzów       | liga   | 16    | 0    |
| 1949  | Budowlani Chorzów | I liga | 19    | 0    |
| 1950  | Budowlani Chorzów | I liga | 20    | 0    |
| 1951  | Budowlani Chorzów | I liga | 18    | 0    |
| 1952  | Budowlani Chorzów | I liga | 10    | 0    |
| 1953  | Budowlani Chorzów | I liga | 21    | 0    |
| 1954  | Budowlani Chorzów | I liga | 14    | 0    |